# Hadar (Haifa)
Hadar (hebrejsky הדר‎) je jedna z devítí základních administrativních oblastí města Haifa v Izraeli. Je nazývána Čtvrť číslo 6. Nachází se v centrální části města, na severních svazích pohoří Karmel. Zahrnuje převážně hustě osídlené rezidenční oblasti s četným zastoupením budov veřejného významu. Rozděluje se na čtyři základní podčásti: Hadar-Ma'arav, Hadar-Ejlon, Hadar-Merkaz a Hadar-Mizrach.
Populace je židovská, se silnou arabskou menšinou. Rozkládá se na ploše 2,83 kilometru čtverečního. V roce 2008 zde žilo 36 610 lidí. Z toho 22 290 Židů, 3 630 muslimů a 5 140 arabských křesťanů.